# Liüntika
Liüntika či Levente (? – před 907) byl maďarský kmenový náčelník a nejstarší syn prince Arpáda. Jako vojevůdce se účastnil uherského záboru (Honfoglalás).

## Pozice
Podle státního zřízení Turkutů a Chazarů vládl nad spojeným národem korunní princ. To je v souladu s prameny, v nichž se jako vůdce Kabařů objevuje Lüntika. Kabaři byli posledním etnikem, které se připojilo k maďarskému národu. Podle byzantského císaře Konstantina VII. Porfyrogennetose, v návaznosti na vyprávění Horky Bulcsú, vládl třem kmenům Kabařů vůdce (archon), a to i v době císaře. Konstantin se domníval, že Lüntika byl tímto vůdcem během dobývání.

## Život
Liüntika společně s Kabary bojoval proti První bulharské říši, zatímco jeho otec Árpád zahájil s hlavním vojskem ve spojenectví s Velkomoravskou říší ofenzívu proti Panonii a bulharské hranici ve velké dunajské nížině. Po dobytí se pravděpodobně stal vůdcem Moravy, protože poblíž fojtství Dyje se nacházel moravský hrad Břeclav (Lundenburg), který se v prameni z roku 1054 objevuje jako Laventenburch.
Jeho nejistou identitu ještě umocnil Konstantin VII. tím, že ho během bulharských tažení zmiňuje jako syna Árpáda, ale později jej jako potomka velkoknížete neuvedl. Snažil se to také vysvětlit tím, že Liüntika/Levente přišel během tažení o život a neměl žádné potomky. To je nejspíš v rozporu s výše uvedeným místním názvem Laventenburch. Podle jiných názorů je jeho totožnost shodná s jedním z dalších čtyř synů – většinou byl ztotožňován s druhým nejstarším synem Tarhacsi/Tarkacsu/Tarkatzus/Tarhosem. Péter Földes má pro tento rozpor zvláštní teorii: slovo „árpád“ znamenalo funkci, kterou poprvé použil velmož Almoš, otec Árpáda. Toto jméno dal svému prvorozenému dítěti, budoucímu dědici. Podle Földese se pak oba výklady mohly smísit, Lüntika byl synem „Árpáda Almoše“, tudíž mohl být mladším bratrem velkoknížete Árpáda, nikoli jeho synem.